# Coppa del Presidente dell'AFC 2014
La Coppa del Presidente dell'AFC 2014 è la decima edizione della manifestazione. Questa è la competizione destinata alle "nazioni emergenti" della Asian Football Confederation.
All'edizione 2014 sono state ammesse squadre provenienti da 11 paesi membri dell'AFC, la principale novità è l'esordio nel torneo di una squadra della Corea del Nord, inoltre per la prima volta dalla creazione della manifestazione non partecipa nessuna rappresentativa kirghisa poiché a partire dalla stagione 2013 la squadra campione del Kirghizistan accede alla AFC Cup.

## Squadre partecipanti
| Nazione        | Squadra                 | Qualificazione                                         | Partecipazione |
| -------------- | ----------------------- | ------------------------------------------------------ | -------------- |
| Bangladesh     | Sheikh Russel           | Campione Bangladesh League 2013                        | 1ª             |
| Bhutan         | Ugyen Academy           | Campione Bhutan National League 2013-2014              | 1ª             |
| Cambogia       | Svay Rieng F.C.         | Campione Cambodian League 2013                         | 1ª             |
| Filippine      | Ceres                   | Campione United Football League 2013                   | 1ª             |
| Corea del Nord | Rimyongsu Sports Club   | Campione Mangyongdae Prize Sports Games 2013           | 1ª             |
| Mongolia       | Erchim                  | Campione Niislel League 2013                           | 3ª             |
| Nepal          | Manang Marshyangdi Club | Campione Martyr's Memorial A-Division League 2013-2014 | 2ª             |
| Pakistan       | KRL                     | Campione Pakistan Premier League 2013-2014             | 4ª             |
| Sri Lanka      | Sri Lanka Air Force     | Campione Sri Lanka Football Premier League 2013        | 1ª             |
| Taipei cinese  | Tatung                  | Campione Intercity Football League 2013                | 3ª             |
| Turkmenistan   | HTTU Aşgabat            | Campione Ýokary Liga 2013                              | 2ª             |

## Fase a gruppi
Il sorteggio per la fase a gruppi della manifestazione si è svolto il giorno 28 marzo 2014 alle ore 16:00 (UTC+8) presso la AFC House di Kuala Lumpur. Le partite della fase a gruppi si sono disputate tra il 1 e e l'11 maggio 2013, le prime due squadre di ciascun gruppo hanno ottenuto l'accesso alla fase finale del torneo.

### Gruppo A
| Squadra             | PG | V | N | P | GF | GS | DR | Pt. |
| ------------------- | -- | - | - | - | -- | -- | -- | --- |
| Sheikh Russel       | 3  | 2 | 1 | 0 | 9  | 0  | +9 | 7   |
| Sri Lanka Air Force | 3  | 2 | 0 | 1 | 4  | 5  | -1 | 6   |
| KRL                 | 3  | 1 | 1 | 1 | 3  | 3  | 0  | 4   |
| Ugyen Academy       | 3  | 0 | 0 | 3 | 0  | 8  | -8 | 0   |

| Arbitro: | Adham Makhadmeh |

|             |           |  |
| Bandara 58’ | Marcatori |  |

| Colombo 7 maggio 2014, ore 18:30 UTC+5:30 | KRL                | 0 – 0 | Sheikh Russel | Sugathadasa Stadium (100 spett.)\| Arbitro: \| Ali Sabah Al-Qaysi \| |
| Arbitro:                                  | Ali Sabah Al-Qaysi |       |               |                                                                      |

| Arbitro: | Chaiya Mahapab |

|  |           |                                  |
|  | Marcatori | 1’ Afridi 14’ Dawood 90+1’ Qasim |

| Arbitro: | Timur Faizullin |

|                                                    |           |  |
| Ahmed 14’ Mithun 35’, 55’ Millien 60’ Bisswash 86’ | Marcatori |  |

| Arbitro: | Ali Sabah Al-Qaysi |

|                                       |           |  |
| Millien 14’ Mithun 21’, 88’ Ahmed 28’ | Marcatori |  |

| Arbitro: | Adham Makhadmeh |

|                                  |           |  |
| Duminda 3’ Dharshaka 7’ Ishan 9’ | Marcatori |  |

### Gruppo B
| Squadra               | PG | V | N | P | GF | GS | DR | Pt. |
| --------------------- | -- | - | - | - | -- | -- | -- | --- |
| HTTU Aşgabat          | 3  | 2 | 1 | 0 | 5  | 2  | +3 | 7   |
| Rimyongsu Sports Club | 3  | 1 | 2 | 0 | 8  | 3  | +5 | 5   |
| Ceres                 | 3  | 1 | 1 | 1 | 5  | 4  | +1 | 4   |
| Tatung                | 3  | 0 | 0 | 3 | 0  | 9  | -9 | 0   |

| Arbitro: | Yousef Al-Marzouq |

|                          |           |                        |
| Guirado 10’ Reichelt 49’ | Marcatori | 39’, 60’ Ri Kwang-hyok |

| Arbitro: | Rowan Arumughan |

|                  |           |  |
| Muhadow 16’, 87’ | Marcatori |  |

| Arbitro: | Yousef Al-Marzouq |

|                  |           |             |
| Ri Hyok-Chol 81’ | Marcatori | 80’ Muhadow |

| Arbitro: | Win Cho |

|  |           |                          |
|  | Marcatori | 17’ Reichelt 87’ Guirado |

| Arbitro: | Yousef Al-Marzouq |

|              |           |                      |
| De Murga 20’ | Marcatori | 45+2’, 90+4’ Muhadow |

| Arbitro: | Win Cho |

|  |           |                                                                                   |
|  | Marcatori | 7’ (rig.) Jang Song-hyok 41’ Jong Il-gwan 51’ Ri Hyok-Chol 86’, 88’ Pak Song-chol |

### Gruppo C
| Squadra                 | PG | V | N | P | GF | GS | DR | Pt. |
| ----------------------- | -- | - | - | - | -- | -- | -- | --- |
| Manang Marshyangdi Club | 2  | 1 | 1 | 0 | 6  | 3  | +3 | 4   |
| Erchim                  | 2  | 1 | 1 | 0 | 3  | 1  | +2 | 4   |
| Svay Rieng F.C.         | 2  | 0 | 0 | 2 | 4  | 9  | -5 | 0   |

| Arbitro: | Tayeb Shamsuzzaman |

|                                                               |           |                          |
| Rai 6’, 63’ Daravron 8’ (aut.) Azeez 24’ Maskey 76’ Malla 83’ | Marcatori | 36’ Veasna 56’, 85’ Tola |

| Arbitro: | Vo Minh Tri |

|               |           |                                                  |
| Mony Udom 15’ | Marcatori | 36’ (aut.) Sothearoth 35’, 45’, rig.’ Gal-Erdene |

| Ulan Bator 5 maggio 2014, ore 17:00 UTC+8 | Erchim          | 0 – 0 | Manang Marshyangdi Club | MFF Football Centre (2800 spett.)\| Arbitro: \| Ilgiz Tantashev \| |
| Arbitro:                                  | Ilgiz Tantashev |       |                         |                                                                    |

## Fase finale
La seconda parte del torneo prevede che le 6 squadre qualificate vengano divise in due gruppi da 3, la vincente di ciascun raggruppamento accede alla finale in gara unica valevole per l'assegnazione del titolo. Le gare sono state disputate tra il 20 e il 24 settembre 2014.

### Squadre qualificate
- Sheikh Russel
- HTTU Aşgabat
- Sri Lanka Air Force
- Rimyongsu Sports Club
- Manang Marshyangdi Club
- Erchim

### Gruppo A
| Squadra                 | PG | V | N | P | GF | GS | DR | Pt. |
| ----------------------- | -- | - | - | - | -- | -- | -- | --- |
| HTTU Aşgabat            | 2  | 2 | 0 | 0 | 5  | 2  | +3 | 6   |
| Manang Marshyangdi Club | 2  | 1 | 0 | 1 | 3  | 4  | -1 | 3   |
| Sri Lanka Air Force     | 2  | 0 | 0 | 2 | 2  | 4  | -2 | 0   |

| Arbitro: | Abdulrahman Al-Jassim |

|                                    |           |          |
| Sh. Shrestha 35’ Gurung 64’ (rig.) | Marcatori | 6’ Ishan |

| Arbitro: | Adham Makhadmeh |

|                       |           |                  |
| Muhadow 28’, 73’, 83’ | Marcatori | 35’ Su. Shrestha |

| Arbitro: | Adham Makhadmeh |

|           |           |                  |
| Ishan 21’ | Marcatori | 83’, 86’ Muhadow |

### Gruppo B
| Squadra               | PG | V | N | P | GF | GS | DR | Pt. |
| --------------------- | -- | - | - | - | -- | -- | -- | --- |
| Rimyongsu Sports Club | 2  | 2 | 0 | 0 | 9  | 0  | +9 | 6   |
| Sheikh Russel         | 2  | 1 | 0 | 1 | 1  | 4  | -3 | 3   |
| Erchim                | 2  | 0 | 0 | 2 | 0  | 6  | -6 | 0   |

| Arbitro: | Jarred Gillett |

|  |           |              |
|  | Marcatori | 65’ Chigozie |

| Arbitro: | Ilgiz Tantashev |

|                                                                      |           |  |
| Ri Jin-hyok 20’, 65’ Ri Hyok 22’ Ri Kwang-hyok 24’ Pak Song-chol 57’ | Marcatori |  |

| Arbitro: | Abdulrahman Al-Jassim |

|  |           |                                                                    |
|  | Marcatori | 31’ Ri Jin-hyok 45+4’ Pak Song-chol 51’ Ro Hak-su 60’ Kim Kyong-il |

### Finale
| Arbitro: | Jarred Gillett |

|                             |           |                   |
| Jumanazarow 37’ Muhadow 55’ | Marcatori | 87’ Ri Kwang-hyok |

## Classifica marcatori
| Gol | Rigori |  | Giocatore               | Squadra               |
| --- | ------ |  | ----------------------- | --------------------- |
| 11  |        |  | Süleýman Muhadow        | HTTU Aşgabat          |
| 4   |        |  | Mithun Chowdhury Mithun | Sheikh Russel         |
| 4   |        |  | Pak Song-chol           | Rimyongsu Sports Club |
| 4   |        |  | Ri Kwang-hyok           | Rimyongsu Sports Club |
| 3   |        |  | Ri Jin-hyok             | Rimyongsu Sports Club |
| 3   |        |  | Kavindu Ishan           | Sri Lanka Air Force   |
| 3   |        |  | Shakil Ahmed            | Sheikh Russel         |